# Valentin Chery
Valentin Chery, né le 24 septembre 1997, à Saint-Priest-en-Jarez, en France, est un joueur français de basket-ball pour le BCM Gravelines-Dunkerque en BetclicELITE.

## Biographie
La famille de Valentin Chery est originaire de la Guadeloupe.
Valentin Chery commence sa formation au club de SLUC Nancy en France avant de rejoindre le Paris Basketball en deuxième division. À l'issue de la saison 2017-2018, il signe son premier contrat professionnel avec le club francilien.
Il est en couple avec la basketteuse internationale Alexia Chartereau. La sœur de Valentin, Kendra, est aussi joueuse de basket-ball.
En juillet 2021, Chery rejoint le Mans Sarthe Basket.
En juin 2023, il signe pour deux ans avec le BCM Gravelines-Dunkerque, et participera notamment à la Coupe d'Europe FIBA.

### Clubs successifs
- 2017-2018 :  SLUC Nancy (Pro A)
- 2018-2021 :  Paris Basketball (Pro B)
- 2021-2023 :  Le Mans Sarthe Basket (Betclic Élite)
- 2023- :  Gravelines-Dunkerque (Betclic Élite et Coupe d'Europe FIBA)